# Чрномель
Чрномель (словен. Črnomelj) — поселення в общині Чрномель, Південно-Східна Словенія, Словенія. Висота над рівнем моря: 172 м.

## Відомі особистості
В поселенні народився:
- Ясмин Куртич (* 1989) — словенський футболіст.